# Kleine Seenadel
Die Kleine Seenadel (Syngnathus rostellatus) ist eine an der europäischen Atlantikküste vorkommende Seenadelart. Sie kommt von der Küste des südlichen Norwegens (etwa ab Bergen) über die dänische, deutsche und niederländische Nordseeküste bis zur französischen Biskayaküste vor, außerdem rund um die Britischen Inseln (mit Ausnahme des nördlichen Schottlands), im Kattegat, Skagerrak und in der westlichen Ostsee etwa bis Wismar.

## Merkmale
Die Kleine Seenadel hat einen sehr langgezogenen, dünnen Körper und wird bis zu 17 Zentimeter lang. Die Schnauze mit dem oberständigen Maul ist zylindrisch, im Durchmesser rund und pipettenartig verlängert. Der Schnauzendurchmesser entspricht dem Augendurchmesser oder ist kleiner.
Die Kleine Seenadel ist variabel bräunlich gefärbt. Wie bei allen Seenadeln ist der Körper durch in Ringen angeordnete Knochenplatten gepanzert. Zwischen Kopf und dem Ansatz der Rückenflosse zählt man 13 bis 15 Knochenplatten. Die Kleine Seenadel hat eine relativ kleine Schwanzflosse.
Sie kann leicht mit halbwüchsigen Großen Seenadeln (Syngnathus acus) verwechselt werden, unterscheidet sich von diesen aber durch ihre kürzere Schnauze, die bei ihr etwa die Hälfte der Kopflänge ausmacht.

## Lebensweise
Die Kleine Seenadel lebt im küstennahen Flachwasser vom Spülsaum bis in Tiefen von 15 Metern in Seegraswiesen und über sandigen Böden mit treibendem Pflanzenmaterial. Sie ernährt sich von Zooplankton, kleinen Krebstieren und Fischlarven.
Die Fortpflanzungszeit liegt im Sommer. Die im Durchmesser 1 Millimeter großen Eier werden bei der Paarung vom Männchen übernommen, das sie bis zum Schlupf der Jungseenadeln in dem von zwei Hautfalten gebildeten Brutbeutel an der Schwanzunterseite trägt. Die Jungseenadeln schlüpfen mit einer Länge von 13 bis 14 Millimetern und leben zunächst pelagisch.